# Holabagere, Belur
Holabagere là một làng thuộc tehsil Belur, huyện Hassan, bang Karnataka, Ấn Độ.